# Vitesse d'onde de pouls
Pour les articles homonymes, voir PWV.
La vitesse d’onde de pouls est la vitesse à laquelle le pouls se propage le long de l’artère aorte et de l’arbre artériel. Plus les artères sont rigides, plus la vitesse de propagation de l’onde de pouls sera élevée.
L’onde de pouls est générée par le cœur à chaque battement. Elle entraîne des variations de volume sanguin dans les artères, qui se contractent et se détendent lors de son passage.

## Vitesse d’onde pouls et risque cardiovasculaire
La vitesse d’onde de pouls est considérée par la communauté médicale comme la meilleure méthode de mesure de la rigidité artérielle,. La rigidité artérielle, qui peut être considérée comme un indicateur de l'âge artériel du sujet, correspond à une diminution de la capacité d’une artère à se contracter et à se dilater à la suite de variations de volume sanguin. La conséquence de cette diminution d’élasticité est une augmentation de la vitesse de l’onde de pouls le long de l’artère aorte.
La rigidité artérielle peut augmenter en fonction de deux facteurs :
- d’une part, l’hypertension artérielle qui exerce une force sur la paroi des vaisseaux due à la pression sanguine[3],[4]
- d’autre part, les propriétés de la paroi artérielle. En effet, un changement dans la structure de la paroi artérielle dû à l’âge, aux gènes, à la présence de diabète, d’athérosclérose ou à une hypertension continue entraînent une modification des propriétés de la paroi des artères. Cela va avoir un impact sur sa flexibilité.

## Méthodes de mesures de la vitesse d’onde de pouls
Traditionnellement, la vitesse d’onde de pouls est mesurée entre l’artère carotide et l’artère fémorale en utilisant un sphygmomètre. Le sphygmomètre utilise la tonométrie d’aplanation. Cette technique est une mesure fiable et reproductible pour mesurer la rigidité artérielle. Cependant, ce dispositif est réservé à un usage hospitalier et requiert un opérateur formé à son utilisation. 
Une nouvelle méthode de mesure utilisant les principes de la ballistocardiographie (en) et de la pléthysmographie d'impédance a récemment été développée pour mesurer la vitesse d’onde de pouls à domicile, grâce à un pèse-personne.
L’éjection du sang dans l’aorte exerce une force entraînant des variations de poids qui sont mesurées via une balance. Dans le cas de la balance Body Cardio de Withings, la ballistocardiographie est synchronisée avec l’ouverture de la valve aortique consécutive à l’éjection du sang. 
La pléthysmographie d'impédance, quant à elle, détecte l’arrivée du sang dans les vaisseaux sanguins des pieds.
Le temps de transit mesuré sur la balance est l’intervalle de temps entre le début de l’onde de pression systolique, générée à l’ouverture de la valve aortique, et son arrivée dans les pieds. Une étude récente a montré que la vitesse d’onde de pouls dérivée du temps de transit mesuré par Body Cardio et de la taille de la personne est comparable à la mesure faite par le sphygmomètre.